# Aéroport d'Áraxos
L'aéroport national d'Áraxos (en grec moderne : Κρατικός Αερολιμένας Αράξου, code IATA : GPA • code OACI : LGRX) est un aéroport international situé près du cap d'Áraxos, en Achaïe, en Grèce. Il dessert la ville de Patras ainsi que l'ouest du Péloponnèse. Il est aussi appelé Aéroport d'Agamemnon. C'est avant-tout une base aérienne de la Force aérienne grecque, avec des vols commerciaux saisonniers.

## Base aérienne
Un premier contingent de la United States Air Force in Europe arrive le 14 juillet 1962. Un escadron de munitionnaires de l'USAFE chargé, selon une estimation, d'environ 25 armes nucléaires tactiques américaines B61 stockées à partir de 1974 dans le cadre du partage nucléaire de l’OTAN, stationne à Áraxos entre le 1er avril 1972 et le 11 mai 2001.
En 2009, elle abrite les unités grecques suivantes :
- - 116 Pteriga Maxis,
    - 335 Mira "Tiger", F-16C/D Block 52+A
    - 336 Mira "Olympus", A-7E/TA-7C
    - SMET, A-7E/TA-7C

Les Corsair II, les derniers alors en service actif au monde, sont retirés en 2014

## Situation

### Carte des aéroports en Grèce
| \| 50 km1:6 137 000 \| Agrinion Aktion Alexandreia Alexandroúpoli Andravida Áraxos Astypalée Athènes · E. Venizélos Céphalonie La Canée Chios Corfou Héraklion Icarie Ioannina Kalamata Kalymnos Karpathos Kassos Kastellórizo Kastoria Kavala Cythère Kos Kotroni Kozani Larissa Lemnos Leros Milos Mykonos Mytilène Naxos Néa Anchíalos Paros Rhodes Maritsa Samos Santorin Sitía Skiathos Skyros Sparte Syros Tanagra Tatoi Thessalonique Tripoli Tympaki Zante Kastelli |
| 50 km1:6 137 000 |

## Statistiques
Pour des raisons techniques, il est temporairement impossible d'afficher le graphique qui aurait dû être présenté ici.

Voir la requête brute et les sources sur Wikidata.

## Compagnies aériennes et destinations
| Compagnies          | Destinations                                                               |
| ------------------- | -------------------------------------------------------------------------- |
| airBaltic           | En saison charter : Riga                                                   |
| Austrian Airlines   | En saison : Vienne-Schwechat                                               |
| Neos                | En saison : Milan-Malpensa                                                 |
| Sky Express         | En saison charter : Timişoara-T. Vuia                                      |
| Smartwings          | En saison charter : Prague-Václav-Havel                                    |
| TUI fly Belgium     | En saison : Bruxelles-National                                             |
| TUI fly Deutschland | En saison : Düsseldorf, Francfort, Hanovre, Munich-F. J. Strauß, Stuttgart |

Créé le 13/04/2018. Actualisé le 17/05/2023.